# Kangiten

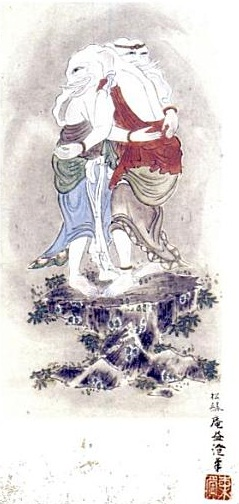
Kangiten in Umarmung (spätes 18. bis frühes 19. Jh.)

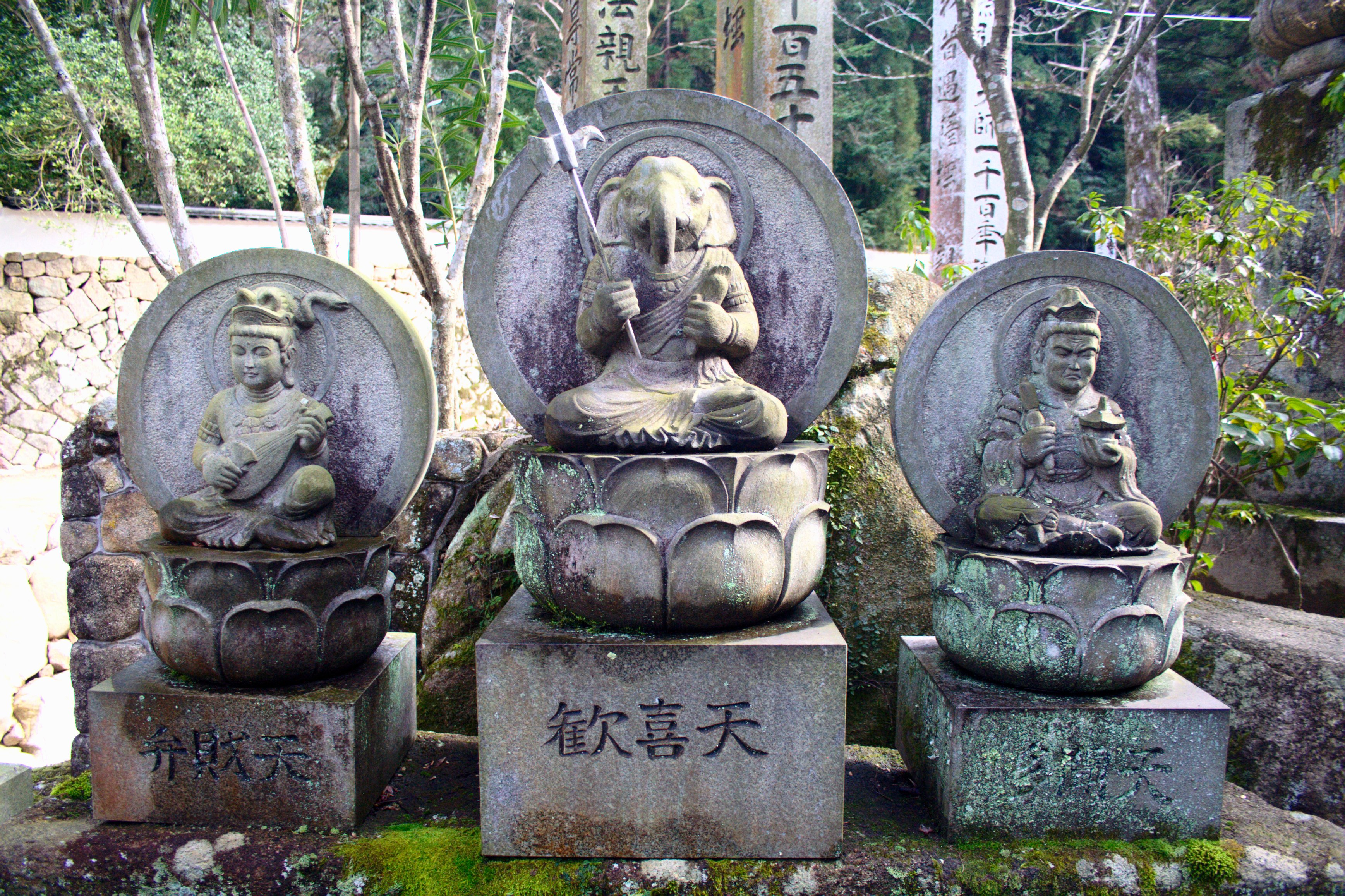
Indische Gottheit Ganesha in Japan

Kangiten, auch Shõten (Heiliger Gott) genannt, ist eine buddhistische Form des hinduistischen Gottes Ganesha, Herr des Wohlstands, Beseitiger von Hindernissen und Förderer des Lernens. Kangiten wird unterschiedlich dargestellt: sitzend oder stehend, verschiedene Embleme haltend, mit zwei oder sechs Armen, oder als gepaarte Kangiten-Figuren. Letztere sind größtenteils geheime Bilder, die der Öffentlichkeit nicht gezeigt werden. Die Kangiten-Paare sind in Japan männlich und weiblich, aber sie sind normalerweise so zurückhaltend dargestellt, dass das Geschlecht nicht ersichtlich ist. Die Betonung des menschlichen Körpers und der expliziten Sexualität in der indischen religiösen Kunst wurde durch die konfuzianische Ethik in Ostasien eingeschränkt. Als Gaṇesha als Gott der Freude (auf Japanisch: kangiten) in die esoterische buddhistische Götterwelt aufgenommen wurde, passte man auch die ihn umgebenden Rituale an. Aus der indischen Süßigkeit Modaka, die der indische Gott Ganesha liebt, entstand die japanische Variante Karakudamono, auch bekannt als Tōgashi.

## Geschichte
Kangiten kam im 8. und 9. Jahrhundert in der Begeisterungswelle für den esoterischen Buddhismus nach Japan und hat dort einen dauerhaften, wenn auch nur geringfügigen Platz in der Religion und der Kunst gefunden. Kangiten wird in ganz Japan verehrt, aber das aktivste Kultzentrum ist der Buddhistentempel Hōzan-ji auf dem Berg Ikoma.
In der späten Heian-Zeit wurden Zeichnungen von Kangiten-Figuren hergestellt, dann in der Heian-Zeit Zeichnungen und Goldbronze-Statuen von Kangiten-Paaren. Diese seltenen japanischen Versionen der explizit sexuellen Bilder, wurden im tibetischen Buddhismus sehr bedeutend. Im tantrischen Buddhismus gilt die Interaktion von Mann und Frau als Symbol der Interaktion des Geistes und der Materie, aus der die sichtbare Welt hervorging.